# Course of Nature
Course of Nature — американская рок-группа, сформированная в 2001 году в городе Интерпрайз штата Алабама и ныне базирующаяся в Лос-Анджелесе. Группа создана солистом и ритм-гитаристом Марком Уилкерсоном. Другие участники: Шон Кайп (соло-гитара), Джексон Эппли (бас-гитара), Шэйн Лензел О’Коннел (ударные).

## История
Поначалу группа называлась Cog. Под этим именем они выпустили один альбом. Марк Уилкерсон и Джон Миллдрам создали Course of Nature после ухода из Cog, которая вскоре после их ухода распалась. Назвали новую группу по одной из песен Cog. К ним присоединился Рик Шелтон, ударник из Dust for Life.
На протяжении 2001 года группа записывала свой первый альбом, подписавшись под лейблом Lava Records. Продюсером выступил Мэтт Мартон. Альбом Superkala вышел в свет в 2002 году и содержал в себе один сингл «Caught in the Sun». После выхода альбома Миллдрам и Шелтон покинули группу.
В 2007 году Course of Nature записывала свой второй альбом, Damaged, с лейблом Silent Majority. Альбом спродюсировал Дэвид Бендет. Релиз состоялся 29 января 2008 года. Альбом включал сингл «Anger Cage».

## Альбомы
- No time at All (2001, в качестве Cog)
- Superkala (2002)
- Damaged (2008)

## Синглы
| Год  | Название            | Позиции в чартах     | Позиции в чартах | Альбом    |
| Год  | Название            | U.S. Mainstream Rock | U.S. Modern Rock | Альбом    |
| ---- | ------------------- | -------------------- | ---------------- | --------- |
| 2002 | "Caught in the Sun" | 9                    | 22               | Superkala |
| 2002 | "Wall of Shame"     | 37                   | —                | Superkala |
| 2008 | "Anger Cage"        | 35                   | —                | Damaged   |
| 2008 | "The Window"        | —                    | —                | Damaged   |

## Саундтреки
| Год  | Игра/фильм                    | Название трека      |
| ---- | ----------------------------- | ------------------- |
| 2002 | Need For Speed: Hot Pursuit 2 | «Wall of Shame»     |
| 2003 | Project Gotham Racing 2       | «Better Part of Me» |
| 2002 | Тайны Смолвилля               | «Caught in the Sun» |
| 2002 | 2002 FIFA World Cup           | «Caught in the Sun» |
| 2009 | Девять в списке мёртвых       | «Anger Cage»        |